# Deir el-Bahari
Deir el-Bahari ali Dayr al-Bahri (arabsko الدير البحري ad-dayr al-baḥrī, slovensko Severni samostan) je kompleks pogrebnih templjev in grobnic, ki se nahaja na zahodnem bregu Nila, nasproti Luksorja, Egipt. Je del Tebanske nekropole.
Prvi spomenik, zgrajen na tem mestu, je bil pogrebni tempelj Mentuhotepa II. iz Enajste dinastije. Zgrajen je bil v 15. stoletju pr. n. št. V Osemnajsti dinastiji sta intenzivno gradila tudi Amenhotep I. in Hačepsut.

## Pogrebni tempelj Mentuhotepa II.
Mentuhotep II., kralj Enajste dinastije, ki je združil Egipt na začetku Srednjega Kraljestva, je zgradil zelo nenavaden pogrebni kompleks. Njegov pogrebni tempelj je bil zgrajen na več ravneh na koncu velike doline pod pečino pri Deir el-Bahari. Širok je bil 16 metrov, iz doline je vodila do templja pot, ki ne obstaja več.
Sam pogrebni tempelj je bil sestavljen iz preddvorišča, na treh straneh obdan z obzidjem in teraso, na kateri je stala velika kvadratna struktura, ki bi lahko predstavlja prvobitni hrib, ki je nastal iz vode kaosa. Kot tempelj je obrnjena proti vzhodu, struktura je bila verjetno povezana s sončnim kultom Ra in vstajenjem kralja.
Na vzhodnem delu preddvorišča se je vhod imenoval Bab el-Hosan ("Vrata jezdeca") in je vodil k podzemnim hodnikom in nedokončanemu grobu ali kenotafu, ki je vseboval sedeči kip kralja. Na zahodni strani so poleg rampe, ki je vodila do terase, posadili tamariske in platane. Na zadnji strani ploščadi in terasi so bile kolonade okrašena z reliefom procesije z ladjo, lovom in prizori, ki prikazujejo kraljeve vojaške dosežke.
Kipi iz dvanajste dinastije kralja Senusreta III. so tudi našli tukaj.
Notranji del templja je bil dejansko vklesan v pečino in je bil sestavljen iz peristilnega dvorišča, hipostilne dvorano in podzemnega hodnika, ki je vodil v grob. Kult mrtvega kralja je bil osredotočen v majhnem svetišču vklesanem na zadnji strani hipostilne dvorane.
Mastabi podobna struktura na terasi je bila obdana s stebri, ki so tvorili ambulatorij vzdolž zahodne stene, kjer so našli kipe svetišča in grobnice več kraljevih žena in hčera. Kraljeve princese so bile svečenice Hator, ene od glavnih starodavnih egipčanskih grobnih božanstev. Čeprav je od kraljevega pokopa ostalo malo, so našli šest sarkofagov kraljevih žena (Ashayet, Henhenet, Kawit, Kemsit, Muyet in Sadhe). Vsaka je bila sestavljena iz šest plošč, ki so jih skupaj na vogalih držale kovinske opornice in so bile okrašene z globokim reliefom. Sarkofag kraljice Kawit je zdaj v Kairskem muzeju in je še posebej lep.
Pokopni jašek in predor sta se spuščala 150 metrov do konca s komoro, ki je bila 45 metrov pod dvoriščem. Komora je imela svetišče, kjer je bila nekoč lesena krsta Nebhepetre Mentuhotepa. Veliko dvorišče s trojnim drevoredom je bilo dostopno po procesni poti, ki je vodila iz dolinskegae templja. Pod dvoriščem je bil skopan globok jašek, ki je vodil do nedokončanih prostorov, ki naj bi bili sprva namenjeni kraljevi grobnici. Na tem področju faraona je bilo odkrito poslikano ogrinjalo, ki ga je našel Howard Carter. Tempeljski kompleks je imel tudi šest mrtvaških kapele in jaškaste grobnice zgrajene za žene in hčere faraona.

## Pogrebni tempelj Hašepsut
Osrednja točka kompleksa Deir el-Bahari je Djeser-Djeseru v pomenu "svetejše od svetega", Pogrebni tempelj Hačepsut. To je struktura iz kolonad, ki jo je zasnoval in implementiral Senenmut, kraljevi oskrbnik in arhitekt Hačepsut (nekateri verjamejo, da je bil njen ljubimec), da bi služil za njeno posmrtno bogoslužje in v čast slavo Amona.
Djeser-Djeseru leži na vrhu serije kolonadnih teras, z dolgimi rampami, ki so bile nekoč obdane z vrtovi. Zgrajen je v pročelje pečine, ki se strmo dviga nad njim in velja za enega od "izjemnih spomenikov Starega Egipta.«. Je 30 m visok.
Nenavadno obliko templja Hačepsut je mogoče pojasniti z izbiro lokacije, v dolini kotline Deir el-Bahari, obdane s strmimi pečinami. Tukaj pa je bil okoli 2050 pred našim štetjem že Mentuhotepa II., ustanovitelja Srednjega Kraljestva, tempelj, nagnjen, terasaste oblike. Stebriščne galerije na obeh straneh osrednje ploščadi v Djeser Djeseru ustrezajo stebrom v dveh zaporednih stopnjah templja Mentuhotepa.
Danes terase Deir el-Bahari kažejo le rahel vtis prvotnih namer Senenmuta. Večina kipov manjka - kipi Ozirisa pred stebri zgornje kolonade, sfinge ob poti pred dvoriščem in stoječe, sedeče in klečeče figure Hačepsut; teh so bile v posmrtni obsodbi tega faraona uničene. Arhitektura templja se je znatno spremenila, kar je posledica zgrešene obnove v začetku dvajsetega stoletja.

### Arhitektura
Ker je Hačepsut uporabljala tempelj Menuhotepa kot model, sta ti dve strukturi bistveno različni. Hačepsut je uporabila dolge terase s kolonadami, ki odstopajo od centraliziranega Menuhotepovega modela.
Obstajajo tri plasti teras, ki segajo 30 m v višino. Vsak "zgodba" je okrašena z dvojnim stebriščem iz kvadratnih stebrov, z izjemo severozahodnega dela osrednje terase, ki ima proto-dorske stebre za kapelo.
Te terase so povezani z dolgimi rampami, ki so bile nekoč obdane z vrtovi. Plastenje templja Hatshepsut se ujema s klasično tebansko obliko, ki vsebuje pilon, dvorišče, hipostilno dvorano, sončevo dvorišče, kapelo in svetišče.
Reliefi v templju Hačepsut pripovedujejo zgodbo o božjem rojstvu faraona. Besedilo in slikovni cikel govori tudi o ekspediciji v deželo Punt, eksotično državo na obali Rdečega morja.
Na obeh straneh vhoda v svetišče so pobarvani stebri s podobami Hator kot kapiteli. Tik pod stropom je podoba Wadjet, prikazana kot dvostranski sončni simbol, ki jo obdajata dve dolgi kači.
Tempelj vsebuje sliko, prikazano na desni, kjer je Hačepsut upodobljena kot moški faraon, ki daruje Horusu, ter na levi, ranjeno živalsko kožo okoli visoke osebe, ki je simbol boga Ozirisa.
Medtem ko so kipi in ornamenti od takrat ukradeni ali uničeni, so našli dva kipa Ozirisa, dolg drevored s sfingami, kot tudi mnoge kipe faraona Hačepsut položene v različnih delih templja - stoje, sede ali kleče.

## Pogrebni tempelj Tutmoza III.
Tudi Tutmoz III. je zgradil tempeljski kompleks tukaj, posvečen Amonu. Odkrit je bil leta 1961, in verjamejo, da je bil uporabljen med Lepim festivalom doline. O kompleksu ni veliko znanega, saj je bil opuščen po hudem opustošenju v pobočnem plazu v času dvajsete dinastije. Po tem času je bil uporabljen kot vir gradbenega materiala in v krščanskih časih postal prizorišče koptskega pokopališča.

## Kraljeve in druge grobnice
Grobnica v skriti vdolbini v pečinah na jugu templjev je vsebovala skrivališče štirideset kraljevih mumij, tja preseljenih iz Doline kraljev. Najbolj verjetno je, da so trupla tja prenesli duhovniki v Enaindvajseti dinastiji, da bi preprečili nadaljnje skrunitve in plenjenja. Grobnica je bila verjetno prvotno zgrajena za duhovnike iz Enaindvajsete dinastije, najverjetneje za družino Pinedžema II.
V skrivališču so našli mumije Ahmoza I., skupaj z voditelji Osemnajste in devetnajste dinastije Amenhotepa I., Tutmoza I., Tutmoza II., Tutmoza III., Ramzesa I., Setija I., Ramzesa II. in Ramzesa IX. V ločenem prostoru so našli vélike duhovnike in faraone Enaindvajsete dinastije Psusenesa I., Psusenesa II. in Siamona. Kasneje so v skrivališče 153 ponovno pokopali mumije duhovnikov samih, ki so jih tudi našli na mestu.
Zasebne grobnice iz obdobja Srednjega Kraljestva do ptolomajskega obdobja so tudi našli tukaj. V Deir el-Bahariju obstajata dve najbolj opazni zasebni grobnici. 
Prva je Meketrejeva (TT280), ki vsebuje veliko pobarvanih lesenih pogrebnih modelov iz Srednjega Kraljestva in prvo zabeleženo posodo s človeško glavo.
Druga je "skrivna" grobnica arhitekta in skrbnika Senenmuta, ki je nadziral gradnjo templja za Hačepsut. Senenmutova grobnica je bila v antiki tarča vandalizma, vendar so nekateri umetniški reliefi še vedno nedotaknjeni. Grobnica je bila zelo velika, njeni hodniki so več kot 92 m dolgi. Vendar pa nikoli ni bila končana in Senenmut ni bil tam pokopan. Grob ima nedaleč stran od Deir el-Baharija, kjer so morda pokopali njegovo telo, vendar je tudi ta bila podvržena vandalizmu in oropana.
Velika površina ne-kraljevih grobnic v tej okolici se imenuje Sheikh Abd el-Qurna.
Odkritje mumij v skrivališču je bilo upodobljeno v egiptovskem filmu Noč štetja let (angl.: The Night of Counting the Years , arabsko  Al-Mummia المومياء)) (1969).

## Terorizem
V letu 1997 so islamistični teroristi iz Al-Gama'a al-Islamiyya tukaj ubili 58 turistov in štiri Egipčane, kar so poimenovali Luksorski pokol, in je povzročilo zmanjšanje turizma na tem območju.

## V popularni kulturi
Prva stopnja videoigre Serious Sam je postavljena v tempelj in okrog njega.